# Fear of a Blank Planet
Fear of a Blank Planet é o nono álbum de estúdio da banda de rock progressivo inglesa Porcupine Tree e seu álbum mais vendido (até que foi ultrapassado por The Incident, de 2010). Lançado pela Roadrunner em 16 de abril de 2007 no Reino Unido e resto da Europa, 24 de abril de 2007 no Estados Unidos através da Atlantic Records, 25 de abril de 2007 no Japão e 1 de maio de 2007 no Canadá pelo selo WEA. Steven Wilson, vocalista e guitarrista da banda, mencionou que o título do álbum é uma referência direta ao álbum de 1990 do Public Enemy, Fear of a Black Planet. Ele explicou que as relações raciais são uma questão importante quando foi lançado, e ele vê "chegar a um acordo com a tecnologia de informação ... do século 21" como uma questão moderna.
O álbum foi gravado em Tel Aviv e Londres, entre janeiro e julho de 2006. A promoção do álbum incluiu uma performance de estreia das músicas durante os shows de apoio do Arriving Somewhere, o DVD da turnê entre setembro e novembro de 2006, e uma série de festas em Nova York Studios Legacy 's, e Londres 's Abbey Road Studios em janeiro de 2007. Fear of a Blank Planet foi seguido mais tarde no mesmo ano pela liberação do EP Nil Recorrente. Com o lançamento do Insurgentes, seu primeiro álbum como solista, Wilson iria desenvolver algumas das ideias em que Fear of a Blank Planet foi concebido.
Mesmo que não inclui qualquer single, o álbum atingiu posições em quase todos os países europeus e os Estados Unidos, entrando na Billboard 200 na posição # 59. Quanto as criticas, o Allmusic que deu ao álbum um 4.5 de 5 pontos, assegurou que "Enquanto não há um single de rádio no disco, a maioria das músicas transcende sua estrutura complexa e faz sentir como qualquer canção de rock tradicional".  O álbum foi aclamado pela crítica e ganhou o status de "Álbum do Ano" em muitas revistas e sites.
O álbum foi indicado ao Grammy Awards na categoria "Grammy Award for Best Surround Sound Album".

## Composição e gravação
Steven Wilson começou a compor o álbum no começo de 2006 enquanto estava em Tel Aviv, Israel, enquanto gravava o segundo álbum de estúdio de seu projeto com Aviv Geffen, Blackfield. Enquanto Wilson estava em Israel, Barbieri compôs os arranjos presentes em “My Ashes” e Gavin Harrison iniciou a composição de “Cheating the Polygraph”, música que estaria presente em Fear of a Blank Planet mas havia sido retirada e substituída por “Way Out of Here”. Após voltar para Londres, Steven se reuniu novamente, entre julho e agosto do mesmo ano, com a banda para finalizar as composições que havia iniciado em Tel Aviv.
Após várias composições, apenas seis faixas foram gravadas e incluídas no álbum. Entre elas, “Anesthetize”, uma faixa com aproximadamente 17 minutos de duração, possuindo um solo gravado por Alex Lifeson, da banda Rush. E “Way out of Here”, produzida por Steven e Robert Fripp, da banda King Crimson.

## Conceito
As faixas presentes no álbum possuem um conceito baseado nos transtornos neurológicos mais comuns do século 21. Sendo eles, o TDAH, transtorno bipolar, depressão e o vício na tecnologia, estando, quase todos, presentes na música de mesmo nome do álbum, “Fear of a Blank Planet”. As letras descrevem pessoas melancólicas, alienadas e quase sempre drogadas, fazendo referência a várias drogas, como o Mogadon. 
O álbum em si funciona, como descrito por Wilson, como uma grande música de cinquenta minutos de duração. Segundo ele, a ideia era fazer um álbum que pode ser ouvido e apreciado de uma vez só, diferente das composições modernas das bandas progressivas:
“(O álbum) é concebido a partir da maneira que as bandas dos anos 70 costumavam compor, onde você tem os dois lados do vinil, e você pode criar uma experiência em torno de 50 minutos tocados de maneira contínua, que tentava de maneira subjetiva, imergir você em um mundo. Esta maneira sempre foi a maneira do Porcupine Tree compor, mas dessa vez, nós definitivamente levamos esse conceito a outro nível.

## Faixas
Todas as faixas escritas e compostas por Steven Wilson, exceto onde marcado. 
| N.º | Título                                                     | Duração |  |
| 1.  | "Fear of a Blank Planet"                                   | 7:28    |  |
| 2.  | "My Ashes" (Music: Wilson/Barbieri)                        | 5:07    |  |
| 3.  | "Anesthetize" (feat. Alex Lifeson do Rush)                 | 17:42   |  |
| 4.  | "Sentimental"                                              | 5:27    |  |
| 5.  | "Way Out of Here" (música: Barbieri/Edwin/Harrison/Wilson) | 7:37    |  |
| 6.  | "Sleep Together"                                           | 7:28    |  |

## Créditos
Banda
- Steven Wilson - Vocal, guitarra, piano, teclados
- Richard Barbieri - Teclados e sintetizadores
- Colin Edwin - baixo
- Gavin Harrison - bateria

Músicos adicionais
- Alex Lifeson – solo de guitarra em "Anesthetize"
- Robert Fripp – soundscapes em "Way Out of Here"
- John Wesley – vocal de apoio
- Orquestra - London Session Orchestra

Produção
- Porcupine Tree - produção
- Steven Wilson - mixagem, masterização, arranjos de cordas
- Dave Stewart - arranjos de cordas
- Steve Price - engenharia
- Lasse Hoile - fotografia

## Posições nas paradas
| Parada musical                | melhor Posição |
| ----------------------------- | -------------- |
| US Billboard 200              | 59             |
| Billboard Top Internet Albums | 3              |
| Billboard Top Rock Albums     | 17             |
| UK Album Chart                | 31             |
| Alemanha                      | 21             |
| Itália                        | 34             |
| Países Baixos                 | 13             |
| Noruega                       | 34             |
| Finlândia                     | 16             |
| Polônia                       | 11             |
| França                        | 70             |
| Suécia                        | 38             |
| Suíça                         | 41             |

## Histórico de lançamento
| Região         | Data                   | Gravadora          | Formato      |
| -------------- | ---------------------- | ------------------ | ------------ |
| Europa         | 16 de Abril de 2007    | Roadrunner Records | CD, CD+DVD-V |
| Estados Unidos | 24 de Abril de 2007    | Atlantic Records   | CD, CD+DVD-V |
| Japão          | 25 de Abril de 2007    | WHD                | CD, CD+DVD-V |
| Canadá         | 01 de Maio de 2007     | WEA                | CD           |
| Mundial        | 25 de Setembro de 2007 | Tonefloat Records  | Double LP    |
| Mundial        | 03 de Outubro de 2007  | Transmission       | DVD-A        |